# Wakaw
Wakaw is een plaats (town) in de Canadese provincie Saskatchewan en telt 495 inwoners (2006).